# خارزار (مقاطعة دورة)
خارزار (بالفارسية: خارزار) هي قرية تقع في قسم ويسيان الريفي (مقاطعة دورة) في إيران. يقدر عدد سكانها بـ 147 نسمة .